# سارة تيت
سارة آن تيت (23 يناير 1983 - 3 مارس 2016) كانت مجدفة أسترالية - وهي بطلة عالمية، حائزة على الميدالية الأولمبية ثلاث مرات، والميدالية الأولمبية. كانت أول أم تمثل أستراليا في رياضة التجديف على المستوى الأولمبي.

## بدايتها
ولدت سارة تيت في بيرث، أستراليا الغربية، وهي واحدة من أربعة أطفال لسيمون وباربرا أوثويت. تلقت تعليمها في مدرسة سانت هيلدا الأنجليكانية للبنات في بيرث. بدأت التجديف عام 1997 عن عمر يناهز 14 عامًا كان أول نجاح لها في رياضة التجديف في عام 2000، عندما كانت تبلغ من العمر 17 عامًا، فازت بالميدالية الفضية في فئة الفتيات الناشئات في بطولة العالم للتجديف للناشئين في مدينة زغرب، كرواتيا.